# Детективний фільм

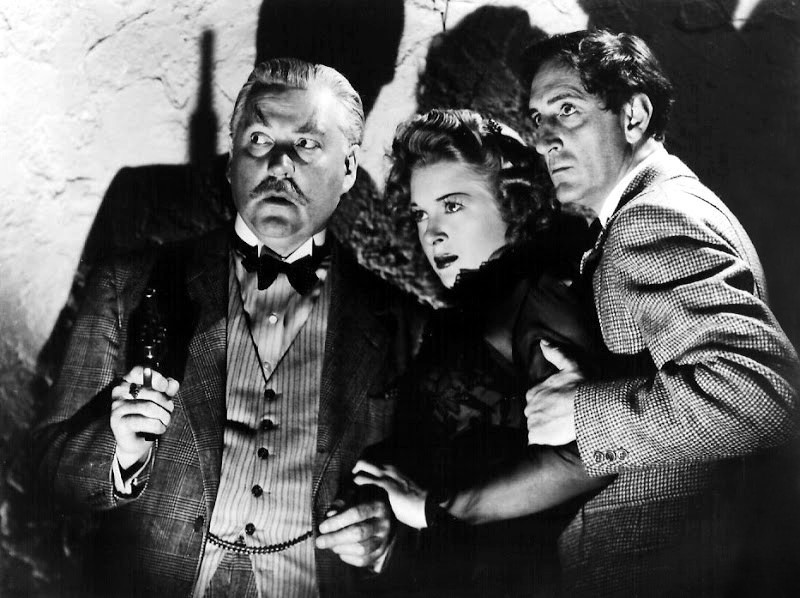
Кадр із фільму «Шерлок Холмс і голос жаху» (1942)

Детективний фільм (лат. detecteo — розкриття) — жанр основу якого складає розслідування злочину, зазвичай убивства. Більшість кінодетективів є екранізаціями літературних творів.

## Історія жанру
Першим фахівцем галузі, який з'явився на екрані, був Шерлок Холмс у стрічці «Шерлок Холмс спантеличений» (1900). Значний розвиток жанру зі складною сюжетною структурою розпочався з появою звуку. Із початком 40-х років популярності набув «крутий» детектив головним героєм якого, на відміну від класичного «інтелектуального», був цинічний одинак у світі корупції та насилля. Класикою нового підходу є стрічки «Мальтійський сокіл» (1941) Д. Г'юстона та «Великий сон» (1946) Г. Гоукса які стали екранізаціями Д. Гемметта і Р. Чандлера з їх героями — відповідно Семом Спейдом та Філіпом Марло.
Детективний сюжет поступово став слугувати приводом для постановки соціальних проблем («Перехресний вогонь» 1947, Е. Дмитрика) та набував усе більшої жорстокості («Цілуй мене на смерть» 1955, Р. Олдріча).
Елементи детективу часто присутні у фільмах інших жанрів, насамперед у трилерах. Яскравим прикладом детектив-трилера зокрема є стрічка «Мовчання ягнят».